# Heubécourt-Haricourt
Heubécourt-Haricourt is een gemeente in het Franse departement Eure in de regio Normandië en telt 401 inwoners (1999). De plaats maakt deel uit van het arrondissement Les Andelys.

## Geschiedenis
De gemeente Heubécourt-Haricourt ontstond in 1965 door de fusie van de toenmalige gemeenten Heubécourt en Haricourt. De gemeente maakt sinds 22 maart 2015 van het kanton Les Andelys toen het kanton Écos, waar de gemeente toe behoorde, werd opgeheven.

## Geografie
De oppervlakte van Heubécourt-Haricourt bedraagt 11,9 km², de bevolkingsdichtheid is 33,7 inwoners per km².
De onderstaande kaart toont de ligging van Heubécourt-Haricourt met de belangrijkste infrastructuur en aangrenzende gemeenten.

## Demografie
Onderstaande figuur toont het verloop van het inwonertal (bron: INSEE-tellingen).

Opmerking: Het bevolkingscijfer voor 1965 is het opgetelde inwoneraantal van de gemeenten Heubécourt en Haricourt
1. ↑  Populations de référence 2022.